# Cerkiew Narodzenia Najświętszej Maryi Panny w Trzciańcu
Cerkiew Narodzenia Najświętszej Maryi Pannie w Trzciańcu – nieistniejąca już parafialna drewniana cerkiew greckokatolicka, która znajdowała się w Trzciańcu, w powiecie bieszczadzkim województwa podkarpackiego.

## Historia
Została zbudowana w 1822, zniszczona po II wojnie światowej. Zakopanych w chwili wybuchu wojny (z obawy przed sekwestracją) cerkiewnych dzwonów do dzisiaj nie udało się zlokalizować.

## Literatura
- Dmytro Błażejowśkyj - "Istorycznyj szematyzm Peremyskoji Eparchiji z wkluczennjam Apostolśkoji Administratury Łemkiwszczyny (1828-1939)", Lwów 1995, ISBN 5-7745-0672-X